# Ľudovít Ladislav Žambokréty
Ľudovít Ladislav Žambokréty (również: Žambokrethy; ur. 27 listopada 1844, Zemianske Lieskové – zm. 25 czerwca 1911 w Púchovie) – słowacki duchowny ewangelicki, publicysta, poeta, tłumacz, historyk, działacz narodowy, propagator nowoczesnego rolnictwa i sadownictwa.
Pochodził ze starej słowackiej rodziny szlacheckiej osiadłej we wsi Malé Žabokreky. Ukończył liceum ewangelickie w Bratysławie, a następnie teologię w Wiedniu. Po ukończeniu studiów był krótko księdzem w miejscowości Adamovské Kochanovce, a następnie, w latach 1875–1911, proboszczem w Púchovie, gdzie doprowadził do wybudowania kościoła ewangelickiego. Wydał (w języku niemieckim) publikację pt. Ein kleiner Uberblick uber die Geschichte der Evang. a. c. Kirchengemeide in Puchó (Krótkie spojrzenie na dzieje zboru ewangelickiego wyznania augsburskiego w Púchowie, Trenczyn 1878). Patriotyczne wiersze, które tworzył, publikował następnie w czasopismach Junoš, Sokol i Orol. Był autorem szeregu przekładów utworów literackich z języka niemieckiego (m.in. Heinrich Heine) i węgierskiego (K. Tóth, M. Schaffy). Publikował artykuły o tematyce narodowej i przyczynki z zakresu historii Kościoła. Popularyzował najnowsze osiągnięcia rolnictwa i sadownictwa, propagował zakładanie szkółek drzew owocowych. W latach 80. XIX w. był czołowym działaczem „Towarzystwa Gospodarczego powiatów ilawskiego i púchovskiego”. Zajmował się też publicystyką z zakresu hodowli bydła i weterynarii (w 1872 r. wydał m.in. dziełko pt. Malá apatéka, które zawierało przegląd chorób inwentarza domowego i zwalczających je leków).
Był teściem prawnika Karola Štúra, słowackiego działacza narodowego, który pojął za żonę jego córkę, Kornelię. Pochowany jest w Púchovie.